# Branislav Nušić
Branislav Nušić (Бранислав Нушић) (Beograd, 20. listopada 1864. – Beograd, 19. siječnja 1938.), srpski književnik cincarskog podrijetla. Utemeljitelj je moderne retorike u Srbiji. Radio je i kao novinar i diplomat.

## Život
Nušić je rođen kao Alkibijad Nuša (Алкибијад Нуша) u srpsko-cincarskoj obitelji. Otac mu je Georgije bio cincarskog, a majka Ljubica srpskog podrijetla. Georgije je bio ugledni trgovac, ali je ubrzo po Nušićevom rođenju izgubio svoje bogatstvo. Obitelj se seli u Smederevo gdje Nušić provodi djetinjstvo, završava osnovnu školu i prva dva razreda Gimnazije. Zatim se seli u Beograd gdje i maturira. Diplomira na Pravnom fakultetu u Beogradu 1884. godine. Tijekom studija provodi jednu godinu u Grazu, Austrija.
U vrijeme odsluženja vojnog roka Nušić je bio sudionik u srpsko-bugarskom ratu koji je započeo 1885. godine. Nakon rata objavljuje kontraverznu poemu Dva raba u Dnevnom listu, zbog kojeg biva osuđen na dvije godine zatvora. Poema je ismijavala srpsku monarhiju, posebno kralja Milana Obrenovića.
Prvotno je osuđen na dva mjeseca zatvora, ali kralj Milan je uvjerio suce da produže kaznu. Uvjeti u zatvoru su bili loši, ali to Nušića ne sprječava u pisanju komedije Protekcija. Kada je prvi put zatvorskog upravnika Iliju Vlaha zatražio dozvolu za pisanje, ovaj je odbio zahtjev govoreći da ga je upravo pisanje dovelo u zatvor.
Znajući da upravnik čita njegovu poštu, Nušić je napisao kratko pismo drugom suprugu svoje tete (koji je bio rođak prvom suprugu), a koji je radio u Ministarstvu pravosuđa. Nušić je Geršića oslovio s ujače i poručio mu kako bi za njega bilo mnogo lakše da ostane u zatvoru dvije godine ako bi mu bilo dozvoljeno da piše. Naglasio je kako nije zainteresiran da piše nikakve političke tekstove. Pismo je potpisao s tvoj nećak. Kasnije, Vlah je Nušiću dao dopuštenje pisati.
Godine 1889. Nušić se zapošljava u državnoj službi. Kao državni službenik Ministarstva vanjskih poslova radi u konzulatu u Bitolju, gdje se 1893. godine i ženi. U južnoj Srbiji i Makedoniji provodi desetljeće. Posljednje mjesto na kojem je radio u ovom području bilo je mjesto vice-konzula u Prištini.
Godine 1900. Nušić je postavljen na mjesto sekretara Ministarstva obrazovanja, a ubrzo nakon toga postaje dramaturgom Narodnog kazališta u Beogradu. Godine 1904. postavljen je za ravnatelja Srpskog narodnog kazališta u Novom Sadu. Na tom mjestu ostaje tek godinu dana. Seli u Beograd kako bi radio kao novinar.
Godine 1912. Nušić se vraća u Bitolju kao državni službenik. Godine 1913. utemeljuje kazalište u Skoplju, u kojem živi do 1915. Tijekom Prvog svjetskog rata Nušić živi u Italiji, Švicarskoj i Francuskoj.
Nakon rata ravnatelj je Umjetničkog odsjeka Ministarstva obrazovanja. Na toj poziciji ostaje do 1923. Nakon toga ravnatelj je Narodnog kazališta u Sarajevu. Godine 1927. vraća se u Beograd.
Nušić je osebujan pisac, čuven po svom neponovljivom smislu za humor. Nušić je pisao satiru.

## Izvod iz bibliografije
Drame
- Gospođa ministrica (Gospođa ministarka)
- Narodni zastupnik (Narodni poslanik)
- Ožalošćena obitelj (Ožalošćena porodica)
- Pokojnik
- Sumnjivo lice

Romani
- Autobiografija
- Općinsko dijete (Opštinsko dete)
- Hajduci

Pripovijetke
- Politički protivnik
- Posmrtno slovo
- Klasa
- Ramazanske večeri (zbirka pripovijedaka)

Ostalo
- Retorika

## Vanjske poveznice
- Branislav Nušić na stranicama gutemberg projekta(engl.)
- Isješci iz Nušićeve autobiografije(engl.)